# Tiệc mừng tân gia

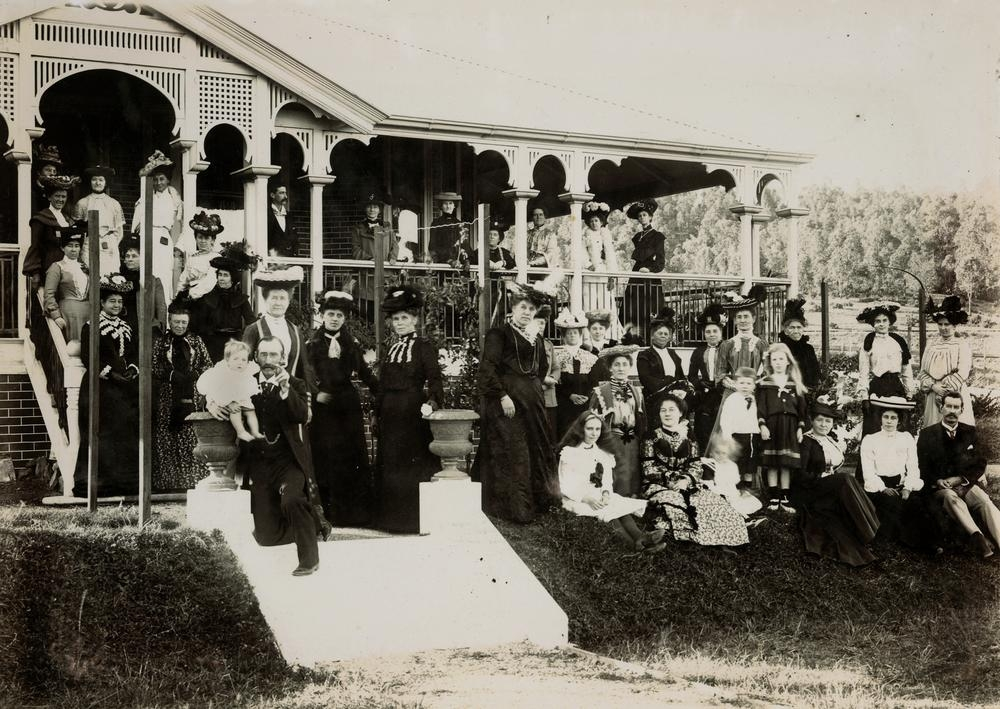
Tiệc tân gia ở Hoa Kỳ.

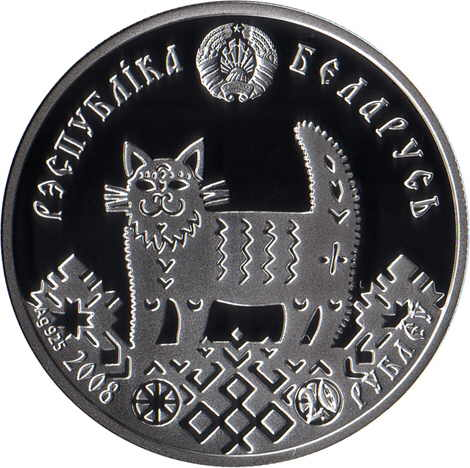
Belarus xu Navasielle. Một truyền thống ở Belarus là để con mèo vào nhà trước.

Một bữa tiệc tân gia là một bữa tiệc theo truyền thống sẽ được tổ chức ngay sau khi một ai đó di chuyển đến nơi ở mới của họ. Đây là một dịp để các chủ nhà giới thiệu ngôi nhà mới của họ cho các bạn bè và người thân trong gia đình. Sau khi người khách được mời đến dự tiệc di chuyển xung quanh ngôi nhà mới để quan sát, họ sẽ tặng quà cho người gia chủ để họ trang bị cho ngôi nhà mới của mình. Các bữa tiệc tân gia thường không chính thức.